# Perles-et-Castelet
Perles-et-Castelet é uma comuna da França, localizada no departamento de Ariège na região de Occitânia.